# Hošťalovice
Hošťalovice (en allemand : Hoschtialowitz) est une commune du district de Chrudim, dans la région de Pardubice, en République tchèque. Sa population s'élevait à 146 habitants en 2022.

## Géographie
Hošťalovice se trouve à 7 km à l'ouest de Heřmanův Městec, à 16 km à l'ouest de Chrudim, à 19 km au sud-ouest de Pardubice et à 83 km à l'est-sud-est de Prague.
La commune est limitée par Bukovina u Přelouče et Holotín au nord, par Načešice à l'est, par Míčov-Sušice au sud, et par Lipovec et Podhořany u Ronova à l'ouest.

## Histoire
La première mention écrite de la localité date de 1349.

## Administration
La commune se compose de deux sections :
- Březinka
- Hošťalovice

## Galerie

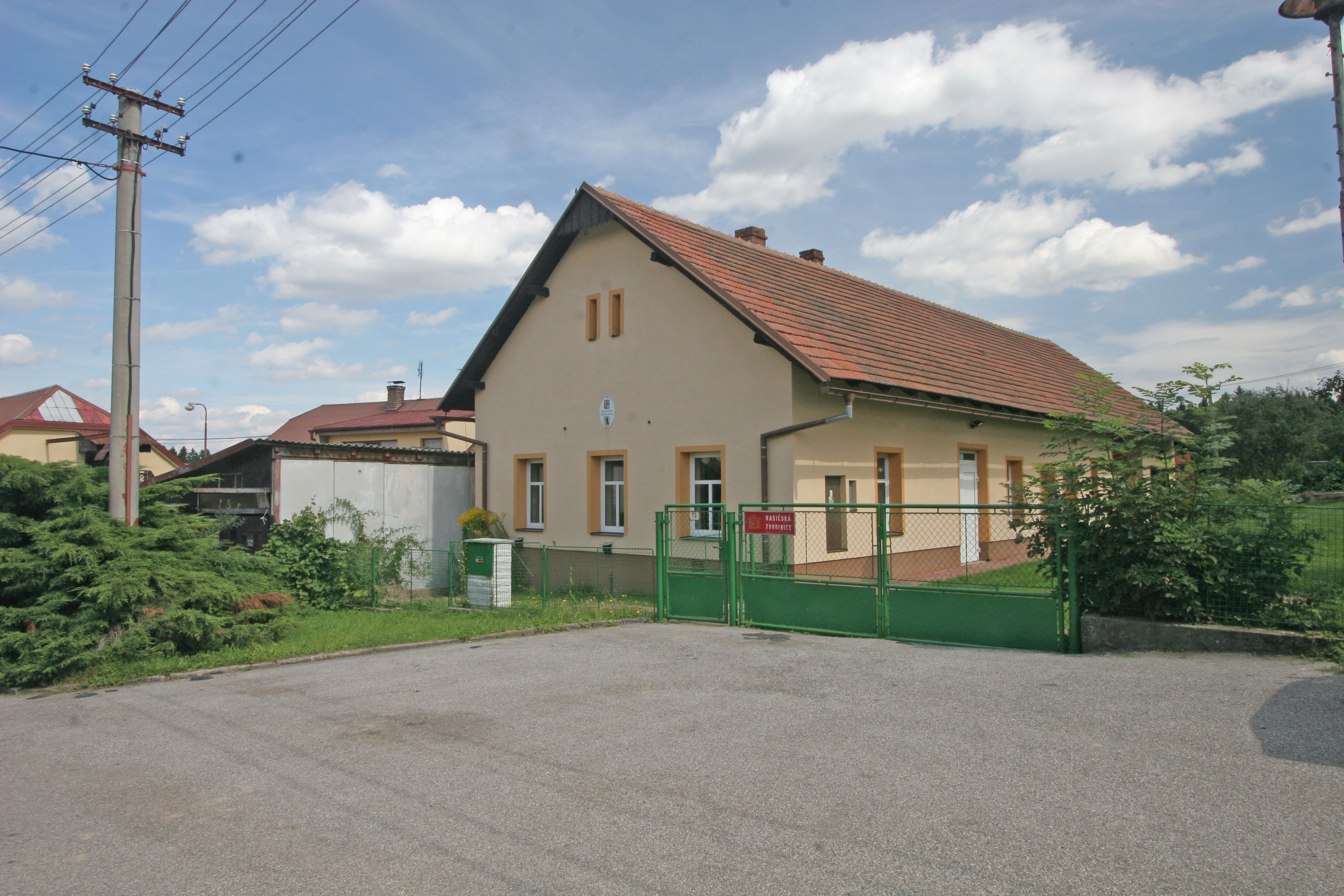
Hošťalovice : la mairie.
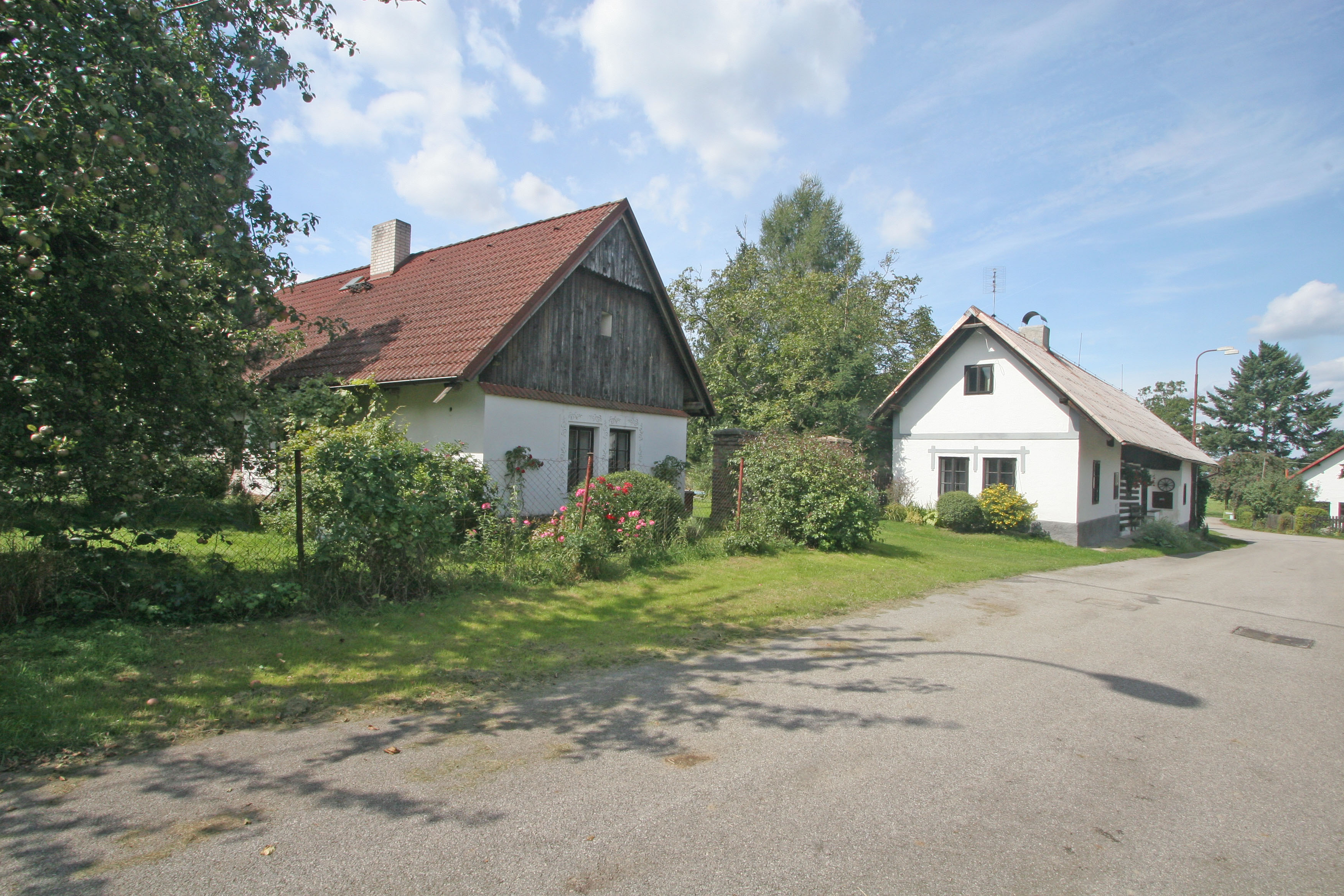
Březinka.

## Transports
Par la route, Hošťalovice se trouve à 7 km de Heřmanův Městec, à 18 km de Chrudim, à 24 km de Pardubice et à 110 km de Prague. 